# Red svetog Blaža
Red svetog Blaža bio je red utemeljen u Armeniji u 12. stoljeću. Ime je dobio po svetom Blažu, svecu zaštitniku armenskog kraljevstva Cilicije.
Red se dijelio na redovnike, koji su bili zaduženi za svete službe i misionarski rad među nevjernicima, i na svjetovnjake, koji su branili zemlju od napada muslimana. Red je nestao kada su Armeniju osvojili Turci.
Na odijelu su imali crveni križ na kojemu je po sredini bila svečeva slika.

### Knjige
- Skurla, Stijepo. 1871. Sveti Vlaho: biskup i mučenik od Sevasta, dubrovački obranitelj. Dubrovnik